# 數詞
數詞（numeral）就是表示數目和次序的詞。

## 種類

### 基數
表示確定的數目，多放在事物前面。例如：一、十、千、億等。數詞是表示數目的多少和順序的先後的詞。

### 序數
表示計算或排行事物的次序。例如：第一、初二等。

### 約數
表示大概的數目。例如：幾、二十上下、五六十、上百、三千左右、八十開外等。

### 倍數
表示倍數，多用「倍」字表示。例如：十倍等。

### 分數
表示分數。例如：八分之七、六又五分之四、百分之三、兩成、一巴仙。